# Джин Каллахан
Джин Каллахан (7 листопада 1923 — 26 грудня 1990) — американський арт-постановник, а також художник-постановник, який брав участь у створенні понад п'ятдесяти фільмів і понад тисячі телесеріалів. Він отримав номінації на премію Британської кіноакадемії та чотири премії «Оскар», включаючи дві перемоги (у 1962 та 1964 роках).
Уродженець Луїзіани, Юджин Ф. Каллахан все життя був пов'язаний із штатом. Він мав дім у столиці Батон-Руж, де він почав свою дизайнерську кар'єру в 1940-х роках, будучи студентом Університету штату Луїзіана, і його передостаннім призначенням у фільмі була робота художника-постановника на «Сталевих магноліях», знятих у Natchitoches у 1989 році.
Каллахан був плідним внеском у раннє телебачення, починаючи з першого повномасштабного сезону мовлення в 1948–49 роках. Він працював над численними шоу в прямому ефірі під час золотого віку телебачення і продовжував знімати епізоди до кінця 1950-х і початку 60-х. Його першим фільмом як декоратора став «The Fugitive Kind» 1959 року, а його четверта робота, чорно-білий «The Hustler» 1961 року, принесла йому першу нагороду «Оскар». 1964 рік став знаменним для нього з двома номінаціями на «Оскар» — «Кардинал» у кольоровій категорії та «Америка Америка» у категорії чорно-білих фільмів, причому останній приніс йому другого «Оскара». На відміну від перемоги в 1962 році за фільм «Хастлер», яку він розділив з художником-постановником Гаррі Горнером, або його спільної номінації на «Кардинала» з художником-постановником Лайлом Р. Вілером, нагорода за фільм «Америка Америка» була тільки його. Відомий епічний фільм Елії Казана, дія якого відбувається в Греції та Туреччині на рубежі століть, був номінований на найкращий фільм і найкращу режисерську роботу, але єдиний «Оскар» фільм отримав за епічні продуктивні якості Каллахана.
Професійні стосунки Джина Каллагена з Елією Казаном розпочалися за два роки до «Америки, Америки» й поширилися на чотири з останніх п'яти фільмів Казана. У першому фільмі, 1961 року «Розкіш у траві», який представив Уоррена Бітті на екрані та отримав «Оскар» за сценарій Вільяма Інґе, Каллахан був декоратором декорацій. Через вісім років він був художником-постановником для наступного фільму Казана після «Америка, Америка» 1969 року «Договор», який отримав майже повністю негативні відгуки та жодної номінації на «Оскар». Він не працював над наступною постановкою Казана, «Відвідувачами» 1972 року, ще однією погано прийнятою назвою, але через п'ять років, у 1977 році, була ще одна номінація на «Оскар» для Джина Каллагена. «Останній магнат», остання режисерська робота Еліа Казана, поставила перед ним завдання відтворити Голлівуд 1920-х років, яким він був зображений в останньому, незакінченому романі Ф. Скотта Фіцджеральда, який переосмислив подію періоду та його мотивованого, приреченого головного героя, кінопродюсера, схожого на Ірвінга Талберга, в образі Роберта Де Ніро. Номінація (спільно з артдиректором Джеком Т. Коллісом і декоратором Джеррі Вундерліхом) була єдиною, яку присудила Академія фільму, який, окрім суміші хороших, прохолодних і негативних відгуків, був обтяжений слабкою рекламою та коробкою повернення офісу.
Джин Каллахан помер від серцевого нападу у своєму будинку в Батон-Ружі через сім тижнів після свого 67-го дня народження. Його останній фільм «Людина на Місяці», зворушлива історія дорослішання, знята, як і у випадку зі Сталевими Магноліями, у Натчіточес, а також у Національному лісі Кісатчі в Луїзіані, вийшов у жовтні 1991 року, майже через рік після його смерті.

## Інтернет-ресурси
- Gene Callahan на сайті IMDb (англ.)
- Gene Callahan at Turner Classic Movies